# سلطان احمد الجابر
سلطان احمد الجابر (عربی: سلطان أحمد الجابر؛ انگلیسی: Sultan Ahmed Al Jaber؛ ۳۱ اوت ۱۹۷۳) وزیر کشور امارات متحده عربی، مدیرعامل شرکت ملی نفت ابوظبی (ادنوک)، رئیس هیئت‌مدیره مصدر و رئیس هیئت‌مدیره بنادر ابوظبی است.

## تحصیلات
الجابر کارشناسی مهندسی شیمی از دانشگاه کالیفرنیای جنوبی آمریکا، دکترای کسب‌وکار و اقتصاد از دانشگاه کاونتری انگلستان و کارشناسی ارشد مدیریت کسب‌وکار از دانشگاه کالیفرنیا، لس آنجلس دارد.

## زندگی حرفه‌ای

### اَدنوک
الجابر در ۱۵ فوریهٔ ۲۰۱۶ به عنوان مدیر کل شرکت ملی نفت ابوظبی منصوب شد و سپس در همان ماه مدیرعامل شرکت شد. الجابر پس از انتصاب، استراتژی بروزرسانی اَدنوک را با هدف بهبود عملکرد و افزایش سودآوری اجرا کرد. او به عنوان مدیرعامل بر اصلاح رویکرد مشارکتی شرکت، استراتژی سرمایه‌گذاری و ساختار سرمایه نظارت داشت. علاوه بر این، واحدهای عملیاتی متعددی را در یک برند واحد ادغام کرد.

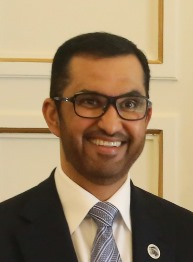
2024

در ۱۳ نوامبر ۲۰۱۷ الجابر طرح‌های ادنوک را برای ثبت سهام اقلیت توزیع ادنوک (بزرگترین توزیع‌کننده سوخت امارات متحده عربی) در بورس اوراق بهادار ابوظبی (ADX) اعلام کرد. با اینکه قرار است ادنوک همیشه یک شرکت صاحب سهم و در تملک کامل دولت ابوظبی باقی بماند، این نخستین باری است که ادنوک در یکی از شرکت‌های تابعه خود در بازارهای عمومی اقدام به سرمایه‌گذاری سهام کرده‌است. الجابر عضو شورای عالی نفت ابوظبی (SPC) است که کار هیئت مدیره ادنوک را انجام می‌دهد. در ۲۷ نوامبر ۲۰۱۷ SPC طرح‌های ادنوک را برای هزینه‌های سرمایه‌ای به مبلغ بیش از ۴۰۰ میلیارد درهم امارات (۱۰۹ میلیارد دلار آمریکا) در پروژه‌های توسعه‌ای پایین‌دست و بالادست تأیید کرد. SPC همچنین طرح‌های ادنوک را برای پیگیری سرمایه‌گذاری بین‌المللی در حوزه‌های پایین‌دست تأیید کرد که برای نخستین بار در تاریخچه شرکت صورت می‌گرفت.
در نوامبر ۲۰۱۶ الجابر میزگرد مدیران عامل در ابوظبی را بنیان نهاد. در این رویداد سالانه که در آن بسیاری از شرکت‌های ملی و بین‌المللی پیشرو در صنعت نفت و همچنین شرکت‌های پتروشیمی جهان حضور دارند، دربارهٔ مسائل مهمی که بخش انرژی جهان با آنها روبرو است، گفتگو می‌شود. در دومین میزگرد مدیران عامل در ابوظبی که در ۱۲ نوامبر ۲۰۱۷ برگزار شد، مدیران عامل ۲۷ شرکت پیشرو در صنعت انرژی شرکت داشتند.

### مصدر
در سال ۲۰۰۶ الجابر به تأسیس مصدر کمک کرد. مصدر طرح انرژی تجدیدپذیر ابوظبی است که الجابر به عنوان مدیرعامل آن منصوب شد. او وظیفه دارد منابع انرژی ابوظبی را گسترش دهد، به اقتصاد آن تنوع بخشد و جایگاه امارات را به عنوان سرمایه‌گذار پیشرو در فناوری پاک جهان تثبیت کند. پروژه‌های خاص مصدر شامل بزرگترین نیروگاه بادی ساحلی در جهان یعنی لاندن اری (London Array) و بزرگترین نیروگاه خورشیدی خاورمیانه یعنی شمس ۱ در امارات متحده عربی است.
امارات متحده عربی (UAE) در سال ۲۰۰۹ تلاش کرد مقر آژانس بین‌المللی انرژیهای تجدیدپذیر (IRENA) در ابوظبی باشد و با هدایت الجابر در مصدر توانست در این کار موفق شود. الجابر در سال ۲۰۱۴ به عنوان رئیس هیئت‌مدیره مصدر انتخاب شد.

### مبادله
الجابر پیش از کار با مصدر روی پروژه‌های انرژی، خدمات آب، برق و گاز و صنایع دیگر در «شرکت توسعه مبادله» کار می‌کرد؛ این شرکت که بازوی سرمایه‌گذاری دولت ابوظبی است وظیفه دارد به تنوع و رشد اقتصادی امارات متحده عربی سرعت بخشد. الجابر در سال ۲۰۱۴ به عنوان مدیرعامل «سکوی انرژی مبادله» انتخاب شد و در آنجا بر دارایی‌های نفتی، گازی و انرژی‌های تجدیدپذیر این گروه نظارت می‌کرد.

## خدمات عمومی، فعالیت‌های غیرانتفاعی و حمایت‌ها
در سال ۲۰۰۸، «جایزه زاید برای انرژی‌های آینده» به رهبری الجابر بنیان نهاده شد. «جایزه زاید برای انرژی‌های آینده» جایزه‌ای به ارزش چهار میلیون دلار آمریکا است که هر ساله از طرف امارات متحده عربی به بهترین انرژی تجدیدپذیر و پایدار پرداخت می‌شود.
دبیرکل سازمان ملل متحد، بان کی‌مون، در سال ۲۰۰۹ الجابر را عضو گروه مشورتی انرژی و تغییرات آب وهوایی (AGECC) کرد؛ این گروه گزارش نهایی اش را در سال ۲۰۱۰ منتشر کرد. که توصیه‌های آن باعث شد طرح «انرژی پایدار برای همه» در سال ۲۰۱۱ عملی شود.
تلاش‌های الجابر برای پیشبرد انرژی تجدیدپذیر و فناوری پاک باعث شد تا در سال ۲۰۱۰ به عنوان نماینده ویژه امارات متحده عربی در حوزه انرژی و تغییرات آب وهوایی منصوب شود. او به عنوان نماینده ویژه وظیفه داشت به تدوین و دفاع از مواضع دیپلماتیک و سیاست عمومی امارات متحده عربی در حوزه انرژی و تغییرات آب و هوایی کمک کند.
الجابر در سال ۲۰۱۱ انتخاب شد تا در گروه تراز بالای دبیرکل سازمان ملل متحد پیرامون انرژی پایدار برای همه فعالیت کند. دبیرکل سازمان ملل متحد، بان کی‌مون، با تشکیل این گروه تلاش می‌کرد همگان به خدمات جدید آب، برق و گاز دسترسی داشته باشند، آهنگ افزایش راندمان انرژی را دوچندان کند و سهم بازار جهانی را از انرژی‌های تجدیدپذیر تا سال ۲۰۳۰ دو برابر کند.
در سال ۲۰۱۲ سازمان ملل متحد الجابر را به عنوان یکی از قهرمانان کرهٔ زمین انتخاب کرد. الجابر جایزه خود را در زمره بینش کارآفرینی دریافت کرد.
در ۱۲ مارس ۲۰۱۳ الجابر به عنوان وزیر کشور به کابینه امارات متحده عربی راه یافت. انتصاب الجابر به تأیید شیخ خلیفه بن زاید آل نهیان، رئیس‌جمهور امارات متحده عربی رسید. محمد بن راشد آل مکتوم (نخست‌وزیر و معاون رئیس جمهور امارات متحده عربی و امیر دبی) در صحبت از انتصاب الجابر و سایر وزرا گفت: «در کابینه تازه، چهره‌های جوان با انرژی و ایده‌های جدید حضور دارند تا با تغییرات سریع همگام شوند و به مهمترین اولویت‌های مردم ما بپردازند.»
الجابر به عنوان وزیر کشور بر برنامه توسعه امارات متحده عربی در مصر نظارت داشت. او همچنین در راه‌اندازی صندوق سرمایه‌گذاری استراتژیک مشترک بین چین و امارات متحده عربی نقش داشت و نماینده امارات متحده عربی در هیئت رئیسه بانک سرمایه‌گذاری زیرساخت آسیا است.

## عضویت در هیئت مدیره‌ها
الجابر در هیئت مدیره چند شرکت و سازمان غیرانتفاعی خدمت می‌کند و دربارهٔ مسائل مربوط به اقتصاد، زیرساخت، پایداری و انرژی مشاوره می‌دهد. او رئیس هیئت مدیره اسکای‌نیوز عربی است و در هیئت مدیره املاک ALDAR و ZonesCrop خدمت می‌کند. الجابر رئیس شورای ملی رسانه نیز هست.